# Jean Lannes
Jean Lannes (Lectoure (Gers), 1769. április 11. – Bécs, 1809. május 31.) francia katonatiszt, Franciaország marsallja, Montebello hercege. Napóleon egyik leghívebb s legkitűnőbb hadvezére volt.

## Élete és pályafutása
Atyja lovászlegény volt, ő maga pedig kelmefestő. 1792-ben belépett a Nemzeti Gárdába, majd a Monarchia szeptember 21-i eltörlése után a Gers-i önkéntesek 2. ezredébe, ahol teherbírása és sportbéli ügyességének köszönhetően hamarosan alhadnagy lett. 1796-ban ezredes lett az olasz harctéren. 1798-ban Egyiptomba kísérte Bonaparte Napóleon tábornokot, 1800-ban pedig Itáliába, miután megelőzőleg a brumaire 18–19-i államcsíny során kitűnő szolgálatokat tett neki.
Itáliában, a montebellói csatában legyőzte az osztrákokat. 1804-ben Napóleon a marsalli rangot és Montebelló hercegének címét adományozta Lannes-nak. Az osztrákok elleni hadjáratban (1805) Lannes a fősereg előcsapatát vezényelte, az austerlitzi csatában pedig a balszárnyat vezette győzelemre. Napóleonnal annyira jó viszonyban voltak, hogy ha együtt voltak, tegezték egymást.
Az 1809-es osztrák háború alatt, május 13-án, miután két napig lövette Bécset, az előcsapatok élén a székvárosba bevonult. Az asperni ütközetben, mikor a lankadó legénységet bátorságra intette, egy ágyúgolyó mindkét lábszárát leszakította, aminek következtében 9 nap múlva meghalt.
- Lannes marsall szülőháza Lectoure-ban
- Lannes halálosan megsebesül Esslingnél (E. Boutigny képe)